# Stegopterna duodecimata
Stegopterna duodecimata är en tvåvingeart som först beskrevs av Rubtsov 1940.  Stegopterna duodecimata ingår i släktet Stegopterna och familjen knott. Inga underarter finns listade i Catalogue of Life.